# 英國廣播公司美國台
英國廣播公司美國台（BBC America）是一個美國電視頻道，由AMC電視網擁有和營運，可通過有線電視或衛星電視收看。BBC美國台自1998年3月29日開始播出。2021年4月25日，BBC美國台啟用其現行商標。